# Banyuwangi
Banyuwangi – miasto w Indonezji, na wschodnim wybrzeżu Jawy, nad cieśniną Bali w prowincji Jawa Wschodnia; leży u podnóża wulkanu Ijen. 
Liczy 109 tys. mieszkańców (2006); ośrodek administracyjny dystryktu Banyuwangi.
Ośrodek przemysłu skórzanego, drzewnego, chemicznego; port morski (wywóz kopry, kauczuku, drewna). 